# Ergué-Armel
Ergué-Armel, en breton An Erge-Vihan, est une très ancienne paroisse, située sur un plateau dominant au sud le centre-ville de Quimper à laquelle elle a été rattachée en 1960 après avoir été érigée en commune en 1790 ; la paroisse de Locmaria lui avait été adjointe. Le 13 février 1960, Ergué-Armel perdit son indépendance communale, fusionnant avec Quimper, Kerfeunteun et Penhars le même jour pour former le « Grand Quimper ».

## Géographie
La vaste campagne comprend encore des exploitations agricoles, dont une cidrerie, mais recule devant l'expansion rapide des zones industrielles et commerciales du Grand-Guélen, de Kerdroniou et de la route de Bénodet.
Entre cet axe et la boucle qu'entame l'Odet avant de repartir plein sud, se trouve la zone de Créac'h-Gwenn (en breton : « Colline blanche ou sacrée ») où de nombreuses activités ont été implantées depuis 1975 : une vaste zone commerciale avec hôtels et restaurants, de nombreux immeubles de bureaux, le campus universitaire rattaché à l'université de Brest (UBO) et des installations sportives.
Le plateau de Pleuven limite au sud la zone basse connue dans la littérature géologique bretonne sous le nom de "cuvette de Toulven", nom du château construit dans la presqu'île de confluence de deux ruisseaux affluents de rive gauche de l'Odet, très élargis dans la dernière partie de leur cours, le ruisseau de l'anse de Saint-Cadou et le ruisseau de l'anse de Toulven. « On cite également des "argiles de Toulven", extraites autrefois au voisinage du château », exploitées pour les faïenceries de Quimper (il existe aussi les traces d'une ancienne briqueterie au nord du château) et dont l'exploitation s'est poursuivie jusqu'à presque la fin du XXe siècle dans la carrière de Menez-Bily.
La vue en balcon sur l'élargissement de l'Odet maritime qu'on appelle la baie de Kérogan et l'arrière plan du bois de Keradennec contribuent à l'agrément du site, ce qui n'avait pas échappé aux évêques de Quimper qui y possédaient une résidence d'été dans le château de Lanniron. Au début du XXe siècle, une partie du rivage avait été appelée « la plage des gueux », car tout le petit peuple de Quimper y venait le dimanche. Le nom de la rue attenante en perpétue le souvenir.
Plus récemment, l'axe est-ouest, du vieux bourg à Locmaria, est devenu un axe majeur rassemblant, le centre hospitalier Laënnec, un lycée technique, une halle aux sports et une bibliothèque à l'arrière de la mairie-annexe en vis-à-vis du quartier de plus en plus urbanisé du Braden.

### Localisation
Ergué-Armel est un quartier de Quimper situé au sud et sud-est de la ville. La frontière avec le centre quimpérois et Kerfeunteun est l'Odet, fleuve longeant la frontière de l'ancienne commune.
Le quartier se situe proche de la RN 165, sortie Troyalac'h. Le quartier est à 565 km de Paris, 550 km de Bordeaux, 740 km de Bayonne, 790 km de Toulouse, 1 022 km de Strasbourg, 1 030 km de Montpellier, 1 210 km de Marseille, 1 370 km de Nice, 215 km de Rennes, 232 km de Nantes, 71 km de Lorient, 122 km de Vannes ou encore à 72 km de Brest.

### Communes limitrophes
| Quimper  | Kerfeunteun       | Ergué-Gabéric |
| Penhars  | Ergué-Armel       | Saint-Évarzec |
| Plomelin | Gouesnach Pleuven | Saint-Évarzec |

## Histoire

### Préhistoire et Antiquité
Dans le quartier du Braden ont été retrouvées d'importantes traces d'établissements agricoles gaulois. Un établissement romain, composé de 7 bâtiments, a été identifié à Parc-ar-Groaz, près du village de Lesperbez.

### Moyen Âge
L'église du bourg dédiée à saint Alor date du XVIe siècle, mais l'église prieurale de Locmaria remonte au XIe siècle et a pu succéder à un monastère suivant la règle de Saint Colomban et avoir été placée sous le patronage de saint Tudy qui est aussi Tugdual, Tutuarn ou Pabu. Ce quartier de Locmaria a accueilli une modeste agglomération gallo-romaine dominée par une petite acropole sur le Mont-Frugy et dont on a retrouvé les traces du forum et des thermes.

### Époque moderne
En 1645, Louise Gabrielle de Plœuc, dame d'Ergué et du Plessis, épousa Jacques Rivoalen, écuyer, seigneur de Mesléan en Saint Gouësnou, de Pennaneac'h, de Pontéon et de Lanuzouarn en Plouénan.
Les paysans étaient astreints aux corvées : par exemple une ordonnance du 22 mars 1717, les habitants des paroisses d'Ergué-Armel, Saint-Évarzec, Clohars-Fouesnant, Gouesnac'h et Pleuven « se rendront au nombre de vingt hommes de chaque paroisse, et chaque jour alternativement suivant les rôles qui seront à cette fin arrêtés » pour réparer un tronçon du « chemin de la ville de Quimper à celles de Concarneau et Rosporden » jusqu'à ce que les réparations « soient finies et parfaites » ; les paysans devaient aussi souvent participer à des transports (par exemple de bois depuis la forêt de Carnoët) liés aux arsenaux de Brest et Lorient.
En 1759 la paroisse d'Ergué-Armel [le nom est écrit Ergué-Harmel] devait chaque année fournir 16 hommes pour servir de garde-côtes.
Jean-Baptiste Ogée décrit ainsi Ergué-Armel en 1778 :

« Ergué-Armel ; à trois-quarts de lieue à l'est-sud-est de Quimper, son évêché, sa subdélégation et son ressort, et à 38 lieues de Rennes. Cette paroisse relève du Roi et compte 900 communiants ; la cure est à l'Ordinaire. Son territoire est coupé de vallons et de montagnes [sic], bien cultivé et fertile ; on y voit peu de terrains incultes. Le Plessis, maison seigneuriale de l'endroit, est, outre son antiquité, la plus remarquable du canton. Ses domaines, qui sont considérables, ont droit de haute, moyenne et basse justice. L'an 1505, la reine Anne donna permission à Vincent II de Plœuc, seigneur du Plessis, d'ajouter un quatrième poteau à toutes les justices de ses seigneuries. L'église paroissiale dépend de la haute justice de cette maison, dont le seigneur avait des droits honorifiques dans les chapelles de Notre-Dame-de-la-Forêt et de Saint-Laurent, bâties sur les terres du Plessis. Les fonds de ces chapelles ont été amortis du consentement des seigneurs ci-dessus, à condition qu'ils auraient, dans l'église paroissiale, des droits honorifiques, tels que ceux d'armoiries. »

### Révolution française
Lors de la rédaction de leur cahier de doléances, les paroissiens d'Ergué-Armel demandent « que la justice ne se rende plus qu'au nom du roi ; que l'exercice de justice au nom des seigneurs soit supprimé (...) ».
La paroisse d'Ergué-Armel, qui comprenait alors 220 feux, élit trois délégués (Alain Le Berre, Jean Kerfer, Jean Tanguy), pour la représenter à l'assemblée du tiers-état de la sénéchaussée de Quimper au printemps 1789.

### LeXIXesiècle

#### Ergué-Armel en 1845
A. Marteville et P. Varin, continuateurs d'Ogée, décrivent ainsi Ergué-Armel en 1845 :

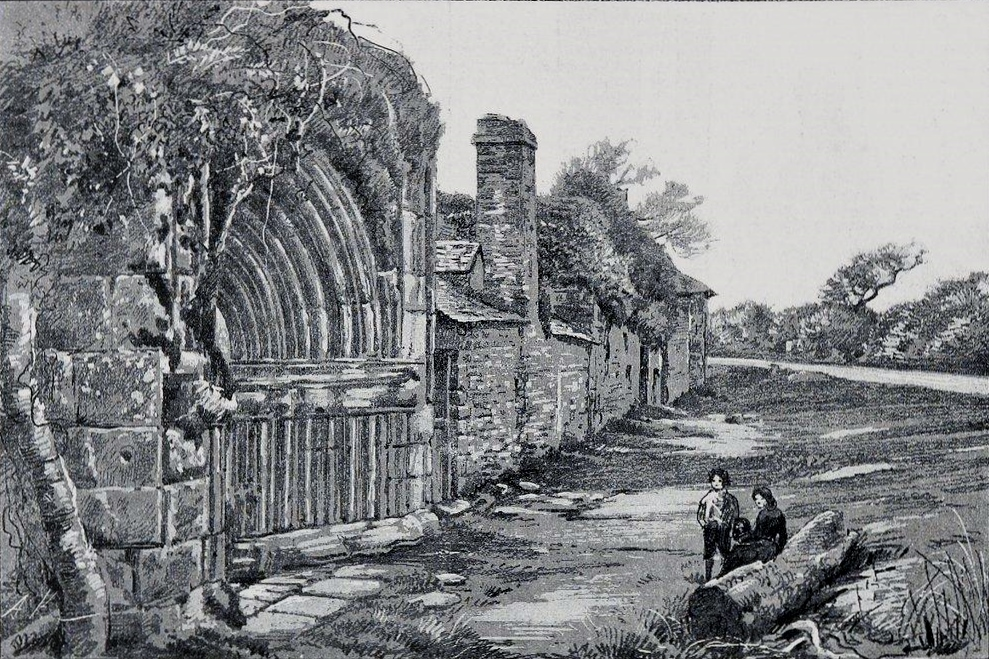
Les ruines du monastère du Petit-Guélen en 1903 (chapelle dédiée à sainte Anne, datant du XIIIe siècle).

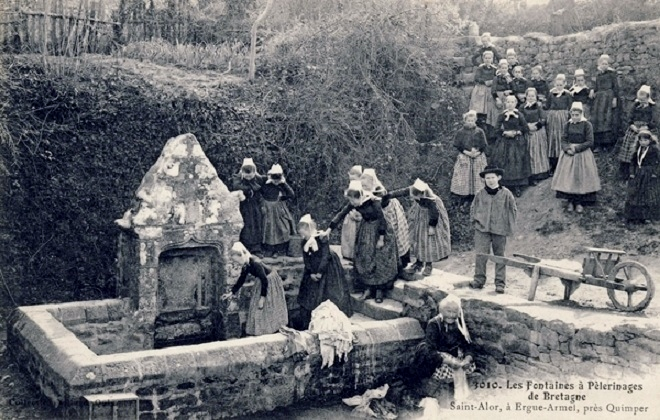
Pèlerinage à la fontaine Saint-Alor au début du XXe siècle.

« Ergué-Armel (sous l'invocation de saint Alor, évêque de Quimper) : commune formée par l'ancienne paroisse de ce nom, aujourd'hui succursale. (...) Principaux villages : Kerangal, le Guélen, Keranhoat, Quinquis, Kervern, Kermadec, Stangyouen, Kersaguen, Lesneven, Saint-Laurent. Objets remarquables : manoirs de Rozmaria, de Poulguinan, de Lanniron, de Kerusteun, de Keradenec, de Kenaguen, de Lanroz, de Toulven, de Keromnès ; étang du Lenndu. Superficie totale 3 472 hectares, dont (...) terres labourables 1 464 ha, prés et pâturages 266 ha, bois 190 ha, vergers et jardins 60 ha, landes et incultes 1557 ha (...). Moulins à eau de Kervéguen, Allann, du Lenndu. Ergué-Armel est aussi nommé dans le pays breton "Le Petit Ergué" (...) par opposition à Ergué-Gabéric. La route royale n° 165, dite de Nantes à Audierne, traverse la commune de l'est à l'ouest. La route départementale n° 1 du Finistère, dite de Hennebont à Brest, la traverse du sud-est au nord-ouest. Géologie : constitution granitique ; à l'ouest-sud-ouest se montre le terrain tertiaire moyen. À Toulven (Toulven, "trou de pierre" ou carrière) et à Creist, argile plastique. On parle le breton. »

#### La dévotion à saint Alor
La dévotion à saint Alor est longtemps restée vive. Les chanoines Paul Peyron et Jean-Marie Abgrall décrivent ainsi la dévotion à Notre-Dame du Drennec à cette époque :

« La dévotion des Fouesnantais à Notre-Dame du Drénec est encore bien vive de nos jours. Ils accourent nombreux à son sanctuaire, le jour de son grand pardon, qui a lieu chaque année le dimanche dans l'octave de l'Assomption, puis aux fêtes du 25 mars, 8 septembre et 8 décembre, où l'office s'y célèbre solennellement, ainsi qu'aux vendredis du Carême où il s'y dit une messe. (...) Notre-Dame du Drénec est invoquée pour l'obtention d'un beau temps favorable à la moisson ; saint Alour, patron d'Ergué-Armel, au contraire a pour mission d'obtenir de Dieu la pluie bienfaisante qui met fin aux sécheresses excessives. En 1848 et 1879, la paroisse d'Ergué-Armel vint à Notre-Dame du Drénec demander du beau temps. elle était accompagnée, à son second pèlerinage, de toutes les paroisses du canton de Fouesnant, et l'on évalue à 4 000 personnes environ le nombre des pèlerins qui se retrouvèrent ce jour-là au sanctuaire du Drénec. En 1884, ce fut au tour des paroissiens de Clohars-Fouesnant de se rendre à Ergué-Armel aux pieds de saint Alor. Leurs prières furent écoutées et promptement exaucées : le soir même de ce pèlerinage à saint Alor, la pluie, depuis si longtemps désirée, ne cessa de tomber pendant toute la nuit suivante. »

#### Le crime du moulin de Len-Du
Le 19 novembre 1887, le corps de Marie-Anne Gloanec, âgée de 14 ans, est retrouvé pendu et ensanglanté par son frère Alain Gloanec au moulin de Len-Du. De l’argent a disparu. Les soupçons se portent vite sur Paul Faine, âgé de 39 ans, un homme violent et qui a déjà effectué plusieurs séjours en prison pour des vols, garçon meunier qui avait été congédié du moulin un mois plus tôt en raison de son inconduite. Arrêté dès le lendemain matin dans une auberge de Quimper, il est retrouvé les vêtements maculés de sang. Condamné à mort par la Cour d’assises du Finistère le 14 avril 1888, il est guillotiné le 2 juin 1888 sur la place du Marché-aux-Bestiaux de Quimper, sa grâce ayant été refusée par le président de la république Sadi Carnot.
Locmaria est toujours le siège d'une importante faïencerie tricentenaire née de la présence de l'argile de Toulven à quelques kilomètres de là.

#### L'école de hameau de Menez-Bily
Fin XIXe la construction de 67 écoles de hameaux a été autorisée dans le Finistère par deux décrets :
- Le décret du 25 octobre 1881 qui a délégué une subvention pour 18 écoles de hameaux sur l'arrondissement de Quimperlé ; toutes ont été bâties.
- Le décret du 14 mars 1882 qui a délégué une subvention pour 50 écoles de hameaux sur les quatre autres arrondissements du département (Brest, Châteaulin, Morlaix, Quimper) à choisir dans les communes « dont le territoire est le plus étendu et les ressources les plus restreintes » ; 49 ont été bâties dont 1 à Ergué-Armel (Menez-Bily)[15].

### LeXXesiècle

#### LaBelle Époque
En réponse à une enquête épiscopale organisée en 1902 par Mgr Dubillard, évêque de Quimper et de Léon en raison de la politique alors menée par le gouvernement d'Émile Combes contre l'utilisation du breton par les membres du clergé, le recteur d'Ergué-Armel écrit : « Les instructions [religieuses] se font toutes en breton ».
Le château de Lanroz, sur la rive gauche de l'Odet, est construit en 1905 par l'architecte Charles Chaussepied.

#### Les deux guerres mondiales
Le monument aux morts, qui porte les noms de 198 personnes mortes pour la France lors de la Première Guerre mondiale et de la Deuxième Guerre mondiale, fut édifié en 1921 par l'architecte Charles Chaussepied.

#### Amicale sportive d'Ergué-Armel
En 1942, est créé le premier club de la ville, l'ASEA, club omnisport, comprenant le basket, le foot, le volley-ball, l’éducation physique et l’athlétisme. Les deux premières formèrent progressivement l’identité des verts du plateau. L'équipe de football se démarque en atteignant plusieurs fois le 6e tour de la Coupe de France et à la fin des années 1960 a atteint son apogée en jouant en DSR, second échelon régional. Quant à la section basketball, celle-ci est la deuxième plus importante derrière l'UJAP Quimper aujourd'hui les Béliers de Kemper. Ils évoluèrent ainsi jusqu’en juin 1996, date de scission. Le basket conservant le nom d’ASEA, le foot opta alors pour le Quimper Ergué Armel FC. Aujourd'hui le QEAFC joue en Régional 2, soit le septième échelon français, deuxième échelon régional. Au même niveau que l'autre club de Quimper, le Quimper KFC.

#### L'après-guerre, avant fusion
Après la Libération de la France et la fin de la Seconde Guerre mondiale, la ville se développe et sa population augmente fortement, 1 000 nouveaux habitants s'installent dans ville entre 1946 et 1954, nombreux viennent de la ville de Quimper, alors surpeuplée. Malgré cette évolution de la population, la ville est en majorité, une ville campagnarde. Jusqu'en 1960, la commune continue de se développer et d'attirer de nouveaux habitants.

#### Grand Quimper et développement urbain
En 1960, la commune fusionne avec Quimper, Kerfeunteun et Penhars pour former le Grand Quimper. Dès lors, le quartier se développe, de nouveaux lotissements sont construits, au niveau de la Tourelle, de Kerlaëron. Le lycée Yves-Thépot y est construit ainsi que le IUT de Quimper. Des grands axes sont construits pour desservir l'ensemble du quartier. Le quartier de Creac'h Gwen est construit ainsi que l'Université de Quimper. De nouveaux équipements sportifs viennent au jour, la Halle des Sports d'Ergué-Armel qui accueillent aujourd'hui le Quimper Volley 29. Enfin, le quartier voit la construction de l'Hôpital Laënnec.

### LeXXIesiècle

#### Développement constant
Depuis le début du XXIe siècle, le quartier a continué de se développer de nouveaux lotissements voit le jour, la ZA du Petit-Guélen continue de se développer. La population s'élève en 2008 à 19 980 habitants soit presque 1/3 de la population quimpéroise. Depuis, la population continue d'augmenter, l'éco-quartier de Linéostic est en construction et celui de Ty-Bos est en projet. Niveau transport en commun, le quartier est desservi par les deux lignes principales du réseau QUB par la ligne A, à l'est et la ligne B, au sud ayant une fréquence de passage de 12 minutes.

## Administration

### Liste des maires
| Période | Période | Identité                          | Étiquette   | Qualité                                         |
| ------- | ------- | --------------------------------- | ----------- | ----------------------------------------------- |
| 1800    | 1851    | Charles-François-Marie Loëdon     |             | Propriétaire. Habitait le manoir de Keromnès.   |
| 1852    | 1859    | Charles de Kerret                 |             | Vicomte de Kerret de Quillien.                  |
| 1859    | 1860    | René Diligeart                    |             | Cultivateur. Chevalier du mérite agricole.      |
| 1860    | 1868    | Rémy Guillard                     |             | Chirurgien de marine. Médecin.                  |
| 1869    | 1869    | Pierre Meheusse                   |             |                                                 |
| 1869    | 1871    | Jean-Vincent Guyard               |             |                                                 |
| 1871    | 1873    | Eugène Le Bastard de Kerguiffinec |             | Propriétaire. Garde général des Eaux et Forêts. |
| 1874    | 1874    | René Diligeart                    |             | Déjà maire en 1859-1860.                        |
| 1874    | 1876    | Jean-Vincent Guyard               |             |                                                 |
| 1876    | 1880    | Eugène Le Bastard de Kerguiffinec |             | Déjà maire entre 1871 et 1873.                  |
| 1881    | 1886    | Louis Le Couturier                |             | Juge de paix.                                   |
| 1886    | 1891    | Yves Feunteun                     |             | Cultivateur.                                    |
| 1892    | 1902    | Yves Diligeart                    |             | Cultivateur.                                    |
| 1902    | 1925    | Alain Feunteun                    | Prog.→Rép.G |                                                 |
| 1925    | 1935    | Louis Feunteun                    | Rad.ind     |                                                 |
| 1935    | 1943    | Corentin Kernévez                 |             | Agriculteur                                     |
| 1944    | 1959    | Yves Thépot (1893-1967)           | SFIO        | Artisan serrurier                               |

## Population et société

### Démographie
| 1793  | 1800 | 1806  | 1821  | 1831  | 1836  | 1841  | 1846  | 1851  |
| ----- | ---- | ----- | ----- | ----- | ----- | ----- | ----- | ----- |
| 1 129 | 967  | 1 132 | 1 344 | 1 641 | 1 797 | 1 765 | 1 770 | 1 725 |

| 1856  | 1861  | 1866  | 1872  | 1876  | 1881  | 1886  | 1891  | 1896  |
| ----- | ----- | ----- | ----- | ----- | ----- | ----- | ----- | ----- |
| 1 713 | 1 845 | 2 058 | 2 184 | 2 358 | 2 763 | 3 021 | 3 201 | 3 198 |

| 1901  | 1906  | 1911  | 1921  | 1926  | 1931  | 1936  | 1946  | 1954  |
| ----- | ----- | ----- | ----- | ----- | ----- | ----- | ----- | ----- |
| 3 329 | 3 523 | 3 619 | 3 886 | 4 507 | 5 253 | 6 544 | 8 084 | 9 049 |

### Culte
Ergué-Armel fait partie du diocèse de Quimper et Léon, lequel est intégré depuis 2002 à la province ecclésiastique de Rennes. L'ancienne commune compte deux église, celle de Locmaria, de style roman et celle de Saint-Alor, de style gothique tardif.

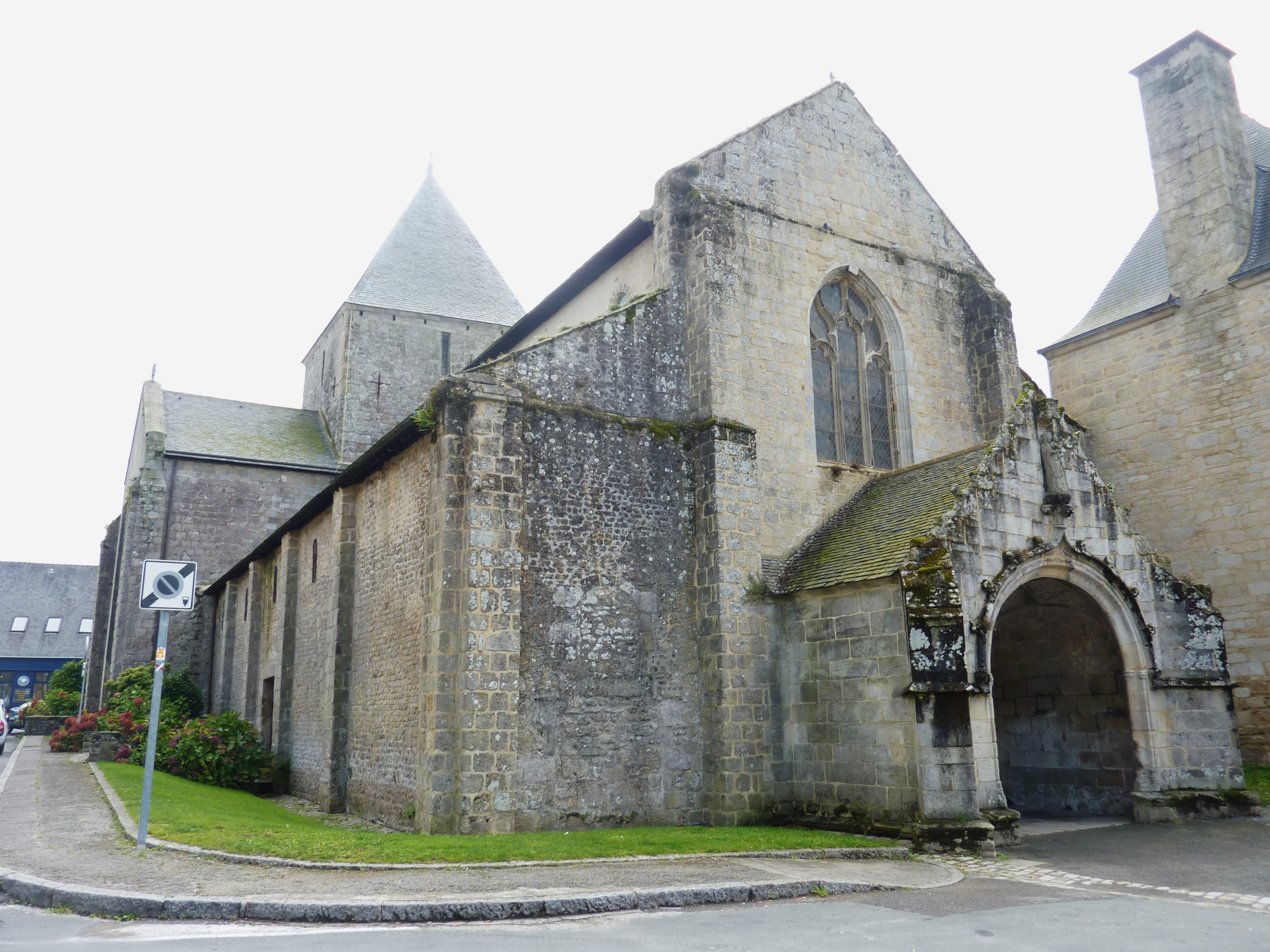
Église Notre-Dame de Locmaria.
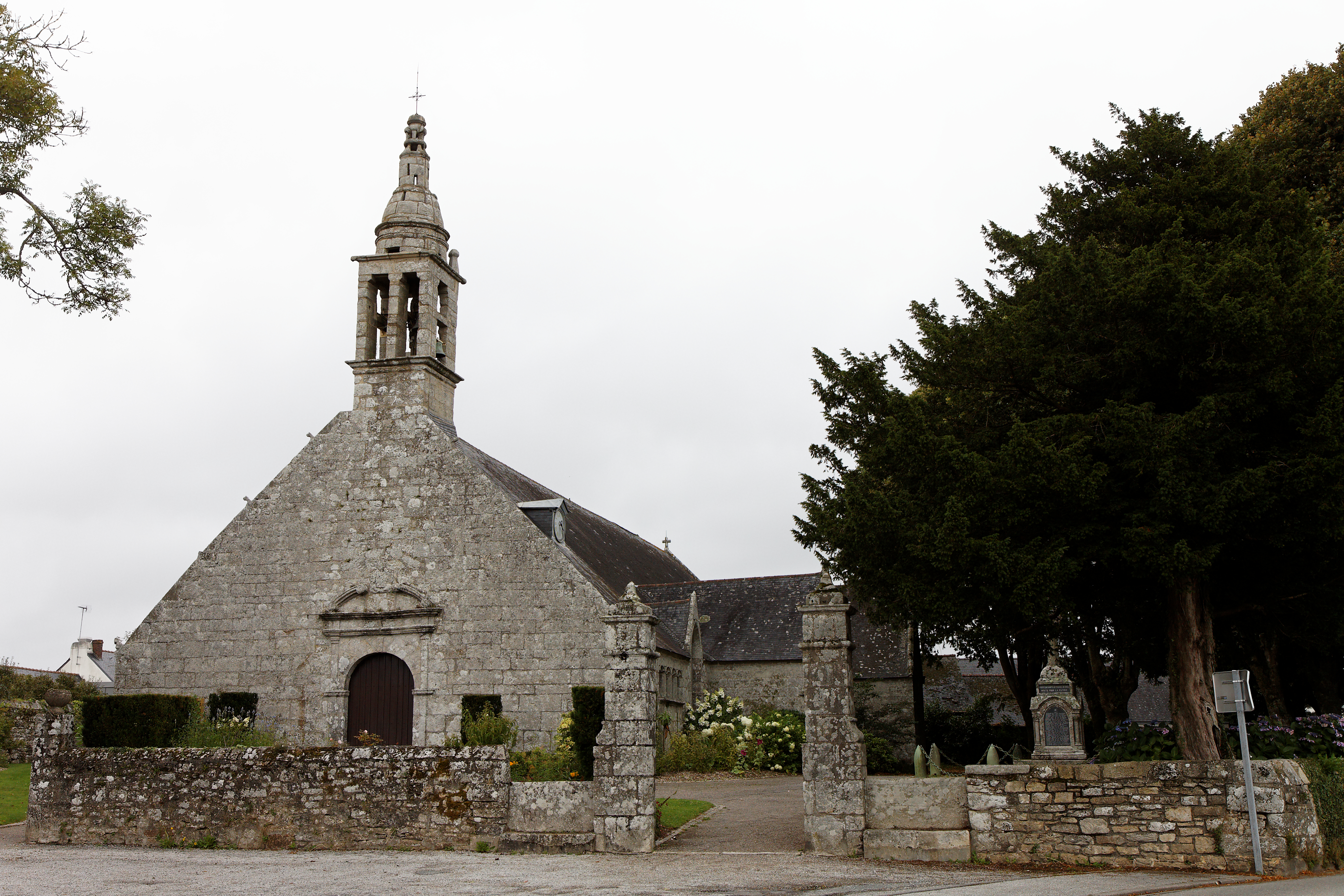
Église Saint-Alor.

### Sports
L'"Association sportive d'Ergué-Armel" est créée en 1943 : c'est alors une amicale sportive qui regroupe plusieurs disciplines (athlétisme, tennis de table, handball, volley-ball, basket, football). En 1998, les footballeurs fondent le "Quimper Ergué-Armel Football-Club (QEAFC).

## Monuments et sites
- Le manoir de Tregont Mab ("Les Trente Fils" en breton) doit son nom, selon la légende, à une visite d'Anne de Bretagne qui aurait demandé à y être reçue en petit comité ; lorsqu'elle s'est étonnée de se retrouver à table avec plein de monde, l'hôtesse du lieu lui aurait répondu : « Ce sont mes trente fils ! ». Les anciennes halles de Quimper avaient été achetées par le propriétaire précédent, mais partiellement remontées seulement, d'où leur aspect de fausse ruine[31].
- Le "manoir" de Roz Maria : le photographe Joseph Villard fit construire vers 1910 le "manoir" de Roz Maria[32] entouré d'un jardin d'agrément, sur des terres situées en Ergué-Armel qui appartenaient jusqu'alors à la famille de La Hubaudière. Ce "manoir" est acheté en 2021 par la ville de Quimper[33].
- Le château de Lanniron : ancienne résidence d'été des évêques de Quimper du moyen-âge à 1790.

## Personnalités liées à Ergué-Armel
- Eugène-Henri Gravelotte, inhumé en 1939 à Ergué-Gabéric fut le premier français à être médaillé olympique (tous sports confondus, le sien étant le fleuret) en 1896.